# Álvaro Gálvez y Fuentes
Álvaro Gálvez y Fuentes (27 de octubre de 1918; Ciudad de México, 27 de julio de 1975), conocido como El Bachiller y también con el seudónimo Octavio Blanco, fue un locutor de radio (Radio Educación y XEW) y conductor de televisión, periodista, abogado y guionista mexicano, redactor en la revista Tiras de Colores. Fue director, al lado de Ismael Rodríguez, de la película Mexicanos al grito de guerra, de 1943, y guionista de otras películas mexicanas de las décadas de 1940 y 1950. Destacó sobre todo como promotor de la educación en México, en particular del uso de los medios audiovisuales como auxiliares de la enseñanza, área dentro de la cual fundó en México el sistema de telesecundarias.

## Datos biográficos
Pedro de Lille lo bautizó con el seudónimo de "El Bachiller". También utilizó el seudónimo "Octavio Blanco", en la redacción de la revista literariaTiras de Colores, de la cual era fundador y director.
Estudió en la Facultad de Derecho de la UNAM a principios de la década de 1930 y se tituló con la tesis "Proyecto de reformas a las ley de instituciones de asistencia privada". Trabajó como locutor en Radio Educación (1936) estación de la cual era fundador, así como de Radio UNAM y más tarde pasó a la XEW, donde creó los programas El colegio del amor, El diario relámpago del aire y Reportero de guardia, entre otros. También creó una de las primeras radionovelas mexicanas, Ahí viene Martín Corona (1948), donde apareció el personaje El Piporro, de Eulalio González. Esta serie fue protagonizada por Pedro Infante, y fue todo un éxito. También fue pionero de la televisión mexicana, en la cual condujo los programas Los catedráticos y Encuentro.
De 1964 crea la Dirección General de Educación Audiovisual de la Secretaría de Educación Pública (ésta a cargo, por entonces, de Agustín Yáñez), con lo que fincó las bases del INEA con la primera cartilla de alfabetización para adultos y desde donde funda la telesecundaria (basado en el modelo italiano) y la radioprimaria. Estuvo al frente del Instituto Latinoamericano de Comunicación Educativa (ILCE), organismo regional de la UNESCO. Impartió por casi 30 años la cátedra de sociología en la Facultad de Comercio y Administración de la UNAM. Fundó y dirigió Informex, "la primera agencia noticiosa mexicana" y la carrera de Ciencias y Técnicas de la Información, en la Universidad Iberoamericana. Fue Académico de Número de la Academia Nacional de Historia y Geografía.
Funda la Asociación Nacional de Locutores, de la Asociación de Periodistas de Radio y Televisión.
Su participación más destacada en el cine fue al lado de Ismael Rodríguez, con quien dirigió la película Mexicanos al grito de guerra (1943), acerca de la historia del Himno Nacional Mexicano.